# インクルージョン (鉱物)

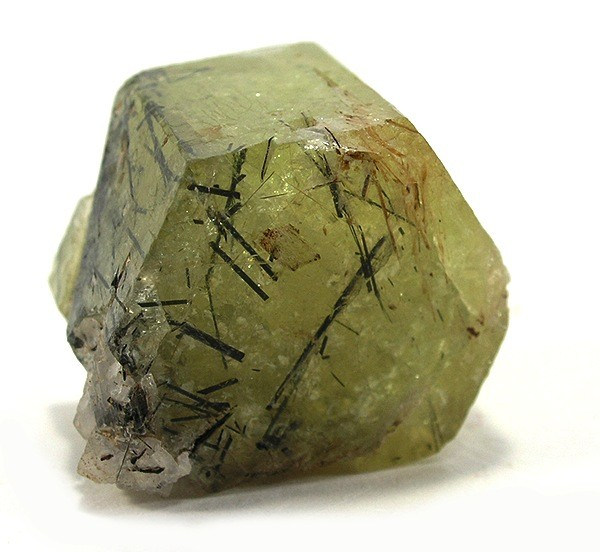
淡緑色の燐灰石中のエジリン輝石の暗いインクルージョン

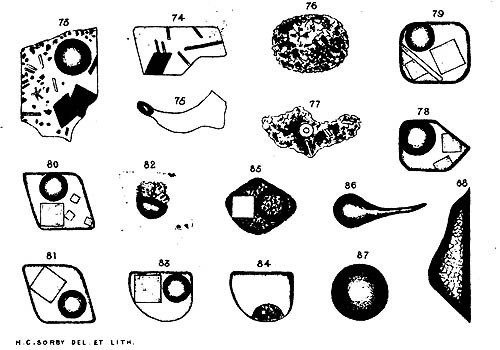
色々な形状のインクルージョンのスケッチ

鉱物学において、インクルージョン（英語: inclusion）は、鉱物の形成過程でその内部に捕捉された物質である。包有物、抱有物、内包物とも。宝石学において、インクルージョンは宝石内部に封入された、あるいは内部から表面まで達している特徴のあるものである。
ハットンのインクルージョンの法則によれば、母岩に含まれている断片は母岩自身よりも古い。

## 鉱物学
インクルージョンは大抵は他の鉱物あるいは岩石であるが、水や気体、石油のこともある。液体あるいは揮発性インクルージョンは流体包有物と呼ばれる。琥珀の場合には、インクルージョンとして昆虫や植物が見つかることもある。
氷床コア中のインクルージョンとしての大気泡の分析は、気候変動の研究における重要な手段である。
捕獲岩は溶岩流に取り込まれた岩石である。メルト包有物はメルト（マグマの液体部分）中で結晶が形成されるため結晶内部に少量のメルトが捕獲された時に形成される。

## 宝石学

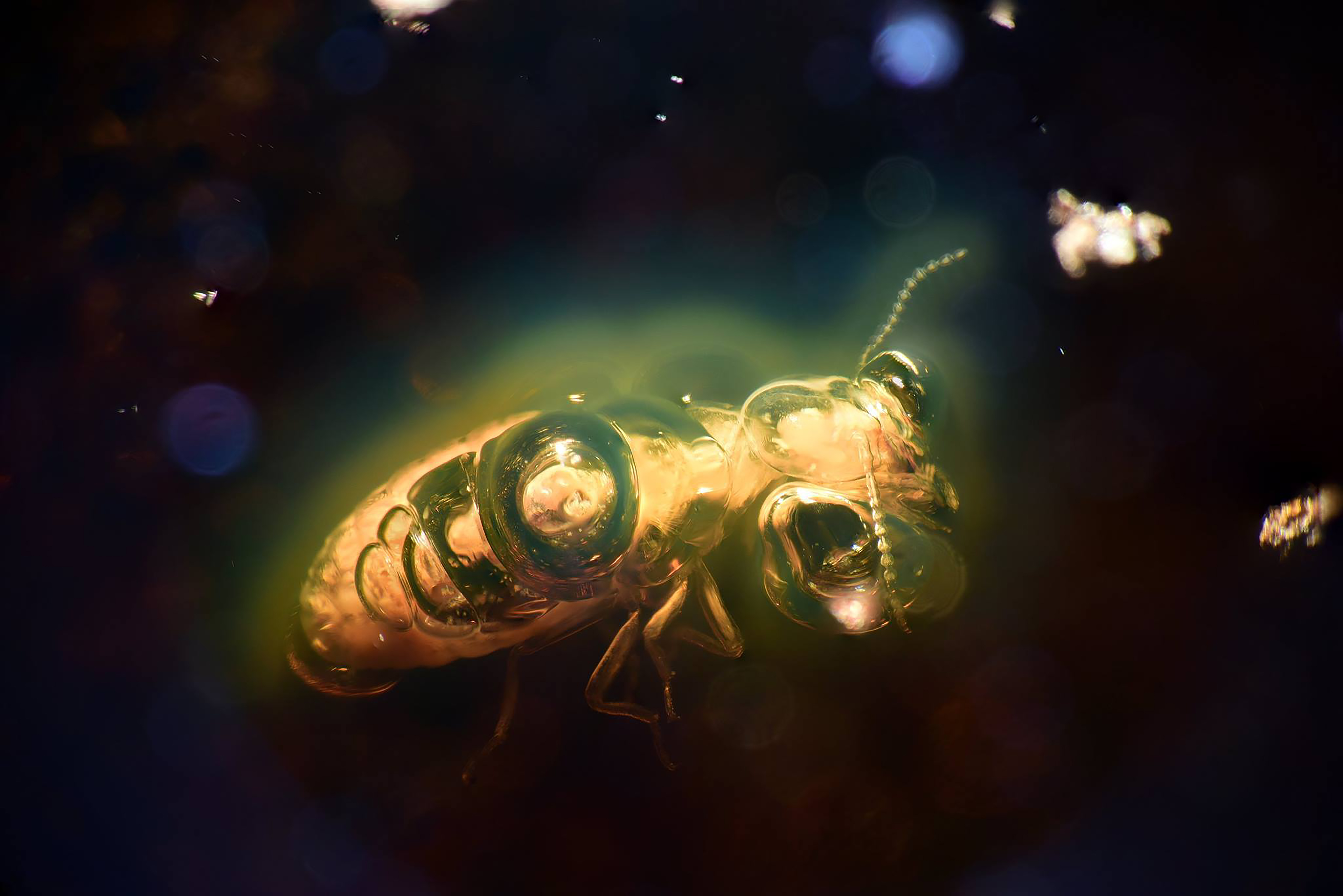
琥珀中に閉じ込められた昆虫の胸部と頭部から気泡が飛び出している。

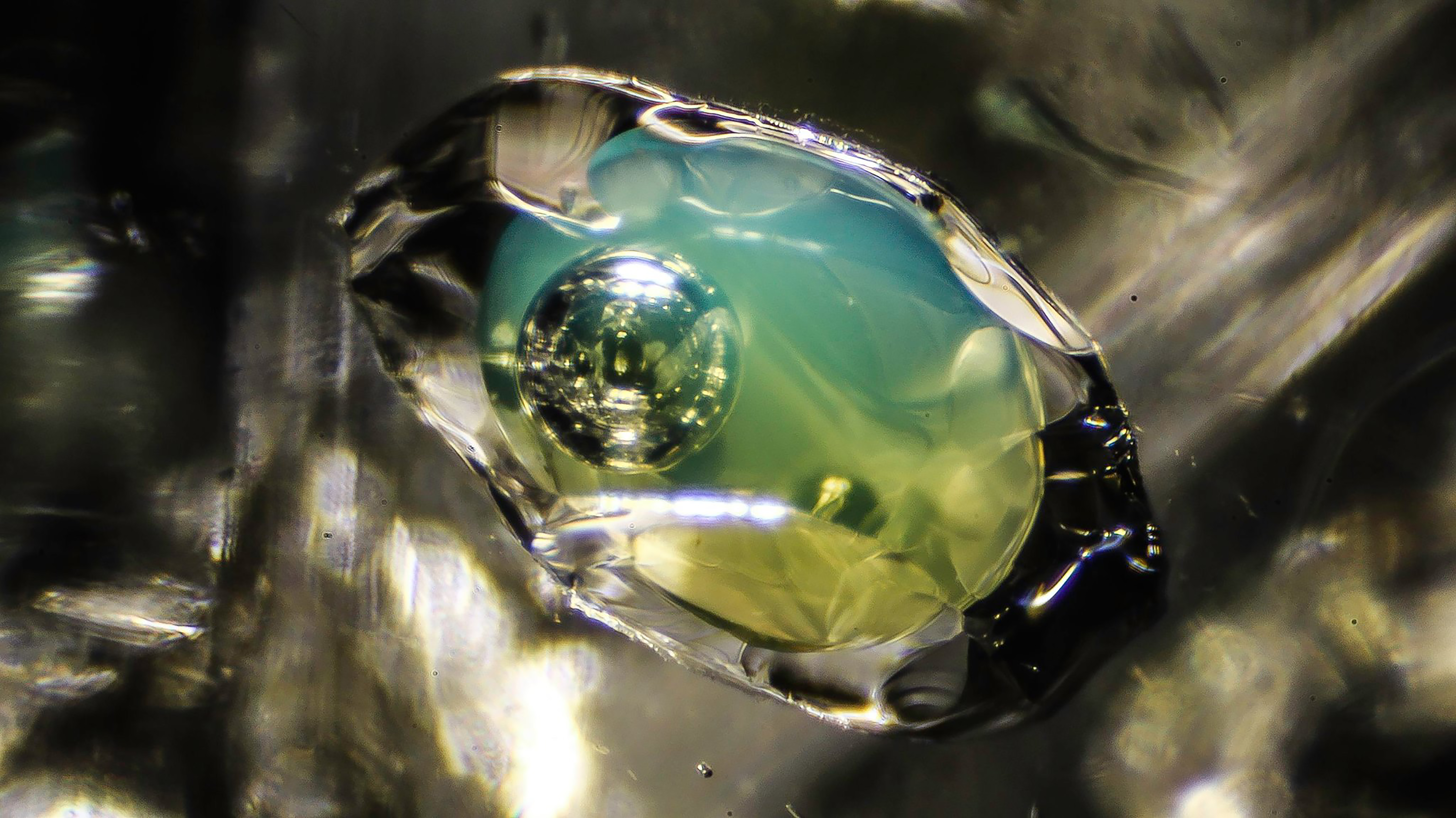
三相インクルージョンという用語は物質の3つの相である固体、液体、気体と関連している。これは水晶中の三相インクルージョンである。固体は瀝青起源の黒色物質である。閉じ込められいる液体は石油、気泡はメタンである。

インクルージョンは宝石評価に関して言えば最も重要な要素の一つである。ダイヤモンドといった多くの宝石において、インクルージョンは宝石のクラリティ（透明度）に影響を与え、価値を下げる。しかしながら、スターサファイアといった一部の宝石ではインクルージョンが宝石の価値を高めている。
多くの色つきの宝石はインクルージョンを持つことが想定され、インクルージョンは石の価値に大きな影響を与えない。色つきの宝石は以下の3つの種類される。
- タイプIは、インクルージョンを全く、あるいはほとんど全く含まない色つき宝石。アクアマリン、トパーズ、ジルコンが含まれる。
- タイプIIは、数個のインクルージョンを含むことが多いもの。サファイア、ルビー、スピネルが含まれる。
- タイプIIIはほぼ常にインクルージョンを持つもの。このカテゴリーの宝石にはエメラルドとトルマリンが含まれる。

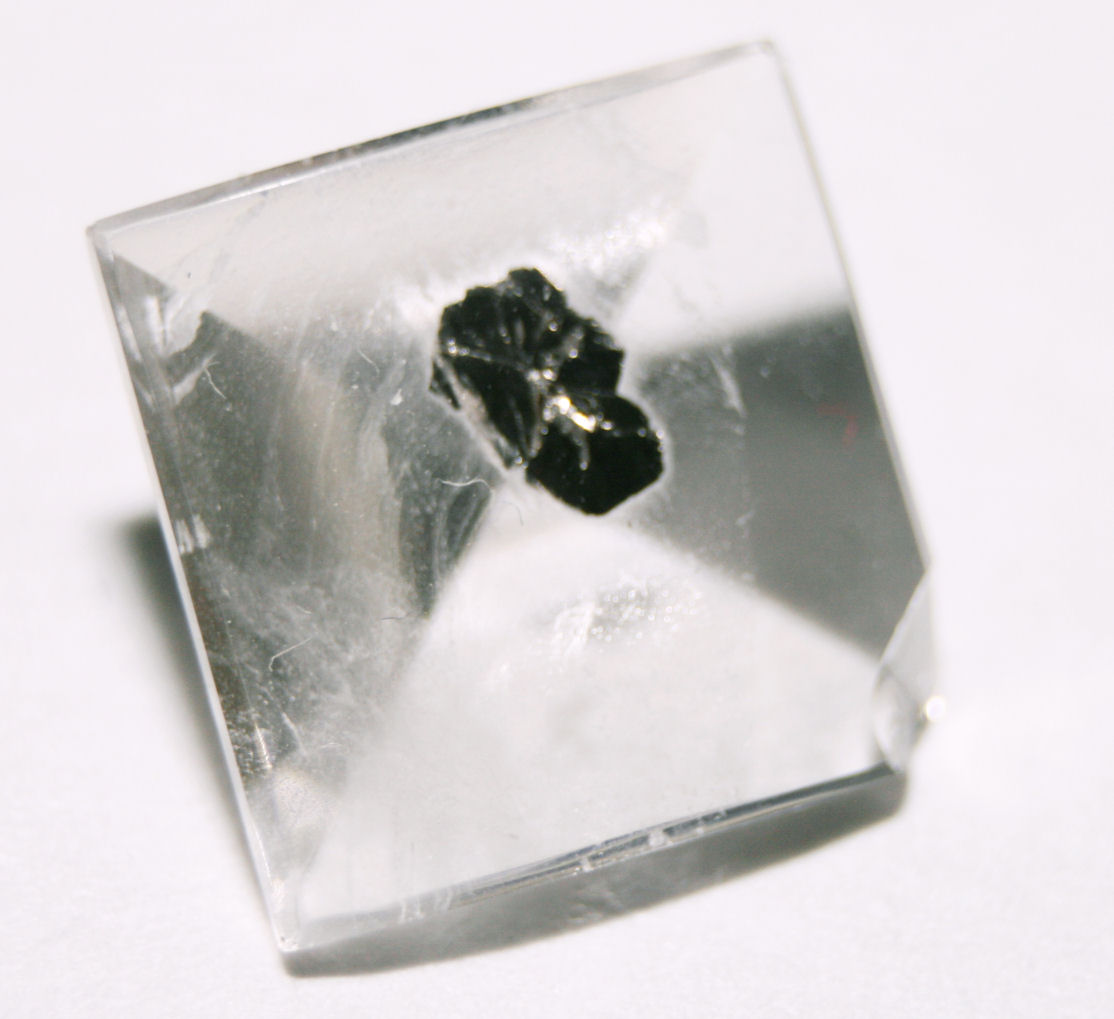
金属性インクルージョンを持つ透明な宝石。
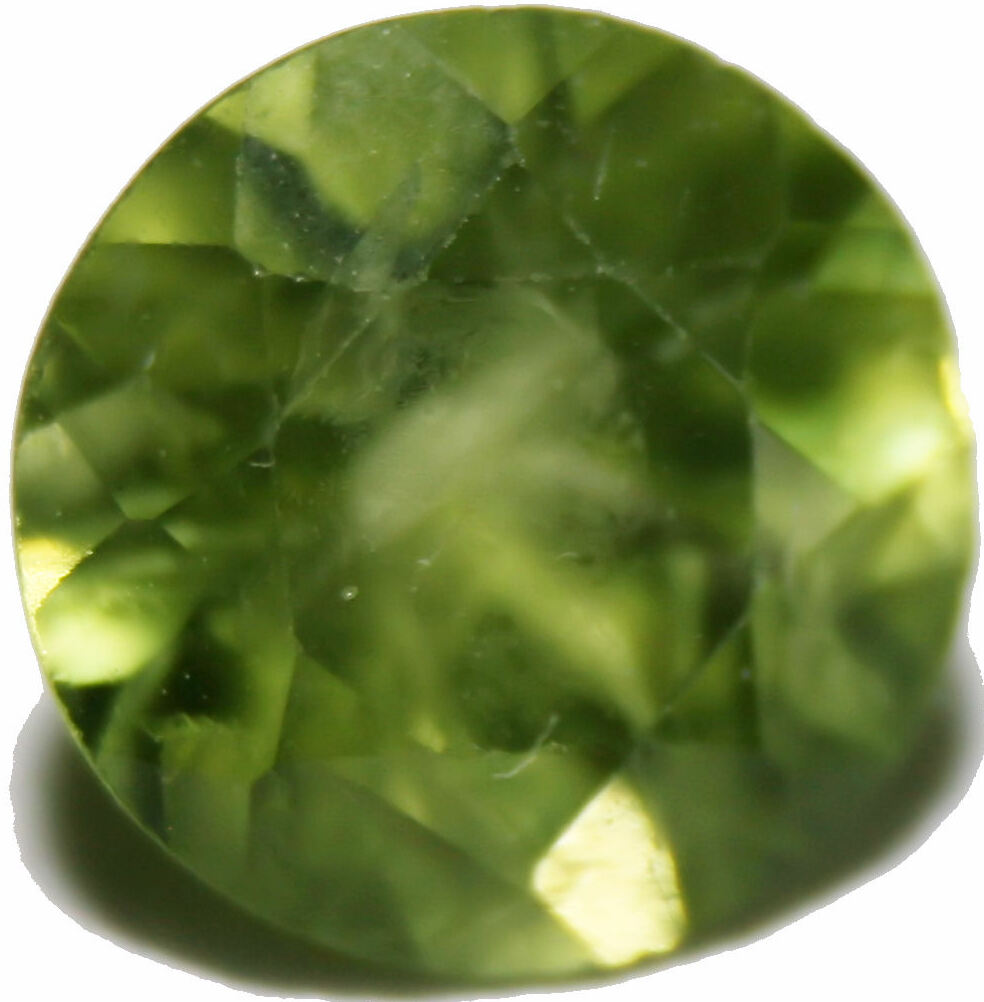
乳状のインクルージョンを持つペリドット。
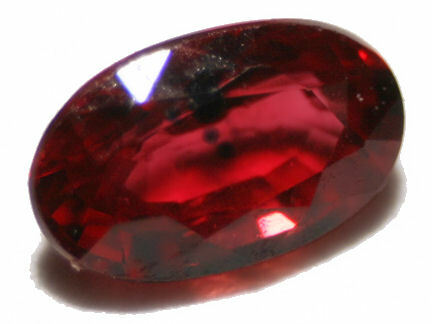
インクルージョンを持つ天然ルビー。

## 金属工学
金属工学と金属加工の文脈においては、加工工程粒溶融段階中に、酸化物、炉材、介在物（ノロ）が液体金属（溶湯）中に侵入あるいは形成され、その後金属が固化する時に捕捉されることを「ノロかみ」（slag inclusion）と言う。
砂型の砂が入ってしまうことは「砂噛み」「砂入り」「砂喰い」（sand inclusion）と呼ばれる。